# Élection présidentielle finlandaise de 2006
L'élection présidentielle finlandaise de 2006 s'est tenue les 15 janvier et 29 janvier 2006 et a vu la réélection de Tarja Halonen au poste de Président de la Finlande pour un second mandat de six ans.

## Description
Le premier tour du scrutin présidentiel s'est tenu le troisième dimanche de janvier, c’est-à-dire le 15 janvier 2006. Aucun candidat n'ayant reçu la majorité absolue des suffrages exprimés, un second tour fut organisé deux semaines plus tard, le dimanche 29 janvier entre les deux candidats les mieux placés au premier tour, Tarja Halonen et Sauli Niinistö.
Quatre des six candidats du premier tour, Matti Vanhanen, Bjarne Kallis, Henrik Lax et Arto Lahti, ont publiquement exprimé leur soutien à Sauli Niinistö pour le second tour.

## Candidats
Les candidats sont répertoriés dans la liste ci-dessous selon leurs numéros officiels. La liste fut confirmée par le comité électoral de district d'Helsinki le 15 décembre 2005.
1. Pas de candidat -- raison expliquée ci-dessous
2. Bjarne Kallis (Chrétiens-démocrates)
3. Sauli Niinistö (Parti de la coalition nationale)
4. Timo Soini (Vrais Finlandais)
5. Heidi Hautala (Ligue verte)
6. Henrik Lax (en) (Parti populaire suédois)
7. Matti Vanhanen (Parti du centre), Premier ministre sortant
8. Arto Lahti (en) (indépendant)
9. Tarja Halonen (Parti social-démocrate), Présidente sortante

La loi finlandaise précise que les numéros des candidats débutent au numéro 2. La raison en est perdue. Il existe plusieurs théories à ce sujet, comme d'éviter qu'un candidat puisse utiliser le slogan « numéro 1 » lors de sa campagne, de lever une ambiguïté possible entre les nombres 1 et 7 ou d'empêcher des votes d'être accidentellement décomptés à cause d'une ressemblance avec une coche. Aucune de ces théories n'a été reconnue jusqu'à présent.

## Résultats
|                          |                          |                                 | Premier tour | Premier tour | Second tour | Second tour |
| ------------------------ | ------------------------ | ------------------------------- | ------------ | ------------ | ----------- | ----------- |
| Inscrits                 | Inscrits                 | Inscrits                        | 4 272 537    |              | 4 272 537   |             |
| Abstentions              | Abstentions              | Abstentions                     | 1 246 931    | 29,18 %      | 1 109 441   | 25,97 %     |
| Votants                  | Votants                  | Votants                         | 3 025 606    | 70,82 %      | 3 163 096   | 74,03 %     |
|                          |                          |                                 |              |              |             |             |
| Bulletins enregistrés    | Bulletins enregistrés    | Bulletins enregistrés           | 3 025 606    |              | 3 163 096   |             |
| Bulletins blancs ou nuls | Bulletins blancs ou nuls | Bulletins blancs ou nuls        | 8 805        | 0,29 %       | 13 783      | 0,44 %      |
| Suffrages exprimés       | Suffrages exprimés       | Suffrages exprimés              | 3 016 801    | 99,71 %      | 3 149 313   | 99,56 %     |
|                          |                          |                                 |              |              |             |             |
|                          | Candidat                 | Parti                           | Suffrages    | Pourcentage  | Suffrages   | Pourcentage |
|                          | Tarja Halonen            | Parti social-démocrate          | 1 397 030    | 46,31 %      | 1 630 980   | 51,79 %     |
|                          | Sauli Niinistö           | Parti de la coalition nationale | 725 866      | 24,06 %      | 1 518 333   | 48,21 %     |
|                          | Matti Vanhanen           | Parti du centre                 | 561 990      | 18,63 %      |             |             |
|                          | Heidi Hautala            | Ligue verte                     | 105 248      | 3,49 %       |             |             |
|                          | Timo Soini               | Vrais Finlandais                | 103 492      | 3,43 %       |             |             |
|                          | Bjarne Kallis            | Chrétiens-démocrates            | 61 483       | 2,04 %       |             |             |
|                          | Henrik Lax (en)          | Parti populaire suédois         | 48 703       | 1,61 %       |             |             |
|                          | Arto Lahti (en)          | Sans étiquette                  | 12 989       | 0,43 %       |             |             |

Les municipalités ayant le plus voté pour Tarja Halonen sont :
- Kökar (78,2 %)
- Lemland (72,0 %)
- Kemi (70,6 %)
- Saltvik (70,4 %)
- Kumlinge (69,8 %)
- Suolahti (69,4 %)
- Pohja (69,2 %)
- Eckerö (68,6 %)
- Mariehamn (68,2 %)
- Finström (67,0%)

Les municipalités ayant le plus voté pour Sauli Niinistö sont :
- Alahärmä (78,1 %)
- Kauniainen (75,1 %)
- Kortesjärvi (75,1 %)
- Lappajärvi (74,3 %)
- Halsua (74,1 %)
- Ylihärmä (72,8 %)
- Karijoki (72,8 %)
- Evijärvi (72,2 %)
- Veteli (71,8 %)
- Kuortane (71,6 %)
- Ylistaro (71,6 %)